# 인민의 공동체
인민의 공동체(그린란드어: Inuit Ataqatigiit, 덴마크어: Folkets Samfund)는 그린란드의 민주사회주의 정당이다. 1976년에 창당했으며 1970년대에 덴마크에서 성장한 청년 급진주의에 기반한다.
시장 경제, 민영화 지지와 같은 자본주의 경제에 접근하는 정책을 수용했기 때문에 사회주의 경제를 선호하던 전통적인 좌파 정당에서 비판의 대상이 되기도 했다. 또한 그린란드를 독립 국가로 만드는 정책을 지지하며 생태주의를 지향한다. 1982년에는 그린란드가 유럽 경제 공동체(EEC)에서 탈퇴하는 국민투표를 성공적으로 진행했다. 2009년 그린란드 총선거에서는 득표율 43.7%를 기록했는데 그린란드 의회 31석 가운데 14석을 차지하여 제1당에 올랐다.